# Hieracium lividulifolium
Hieracium lividulifolium es una especie de planta con flor del género Hieracium, de la familia Asteraceae, orden Asterales.

## Distribución
Hieracium lividulifolium se distribuye por Finlandia y Suecia.

## Taxonomía
Fue descrita científicamente por Johanss.